# Ammassivik
Ammassivik (o Angmagssivik prima della riforma ortografica del 1973, o Sletten) è un piccolo villaggio della Groenlandia di 79 abitanti (2005). Si trova su un'isoletta all'estremo sud della Groenlandia vicino a Capo Farvel, a 60°41'N 45°17'O, e possiede un eliporto; appartiene al comune di Kujalleq.